# Сповідь про Вечерю Христову
Сповідь про Вечерю Христову (1528) (нім. Vom Abendmahl Christi, Bekenntnis) - богословський трактат, написаний Мартіном Лютером, який стверджує реальну присутність тіла і крові Христа в Євхаристії, визначаючи позицію Лютера як сакраментального союзу. Серед його респондентів були Ульріх Цвінглі та Йоганн Околампадіус, які заперечували Реальну Присутність. У цьому документі Лютер також обговорив євхаристійні погляди Джона Вікліфа. Третя частина твору є стислим сповіданням християнської віри Лютера. 

## Видання

### Німецькою
- Luthers Werk: Weimarer Ausgabe, vol. 26, pp. 261–509
- Martin Luther: Studienausgabe, vol. 4, pp. 13–258

### Англійською
- Luther's Works: American Edition, vol. 37, pp. 161–372